# Ефект Реннера
Ефект Реннера (рос. эффект Реннера, англ. Renner effect) — динамічна нестабільність лінійних молекулярних систем у вироджених електронних станах. Частковий випадок ефекту Яна — Теллера.